# Chiisme au Liban
Chiisme au Liban ( en arabe : الشيعة في لبنان ) fait référence aux Libanais qui adhèrent à la branche chiite de l'islam au Liban, qui est la plus grande dénomination musulmane du pays. L'islam chiite au Liban a une histoire de plus d'un millénaire. Selon le CIA World Factbook, les musulmans chiites constituaient environ 27% de la population du Liban en 2012. 
La plupart de chiites vivent dans la zone nord et ouest de la Plaine de la Bekaa, au Liban du Sud et à Beyrouth. La grande majorité des musulmans chiites au Liban sont des dudécimains, avec une minorité Alaouite comptant par dizaines de milliers dans le nord du Liban. Peu d'Isma'ilis restent au Liban aujourd'hui, bien que les druzes quasi musulmans[Quoi ?], qui se sont séparés de l'isma'ilisme il y a environ un millénaire, comptent des centaines de milliers d'adhérents. 
Aux termes d'un accord, non écrit connu sous le nom de Pacte national entre les différents dirigeants politiques et religieux du Liban, les chiites sont la seule branche  éligible au poste de président du Parlement,,,.

## Histoire

### Les origines

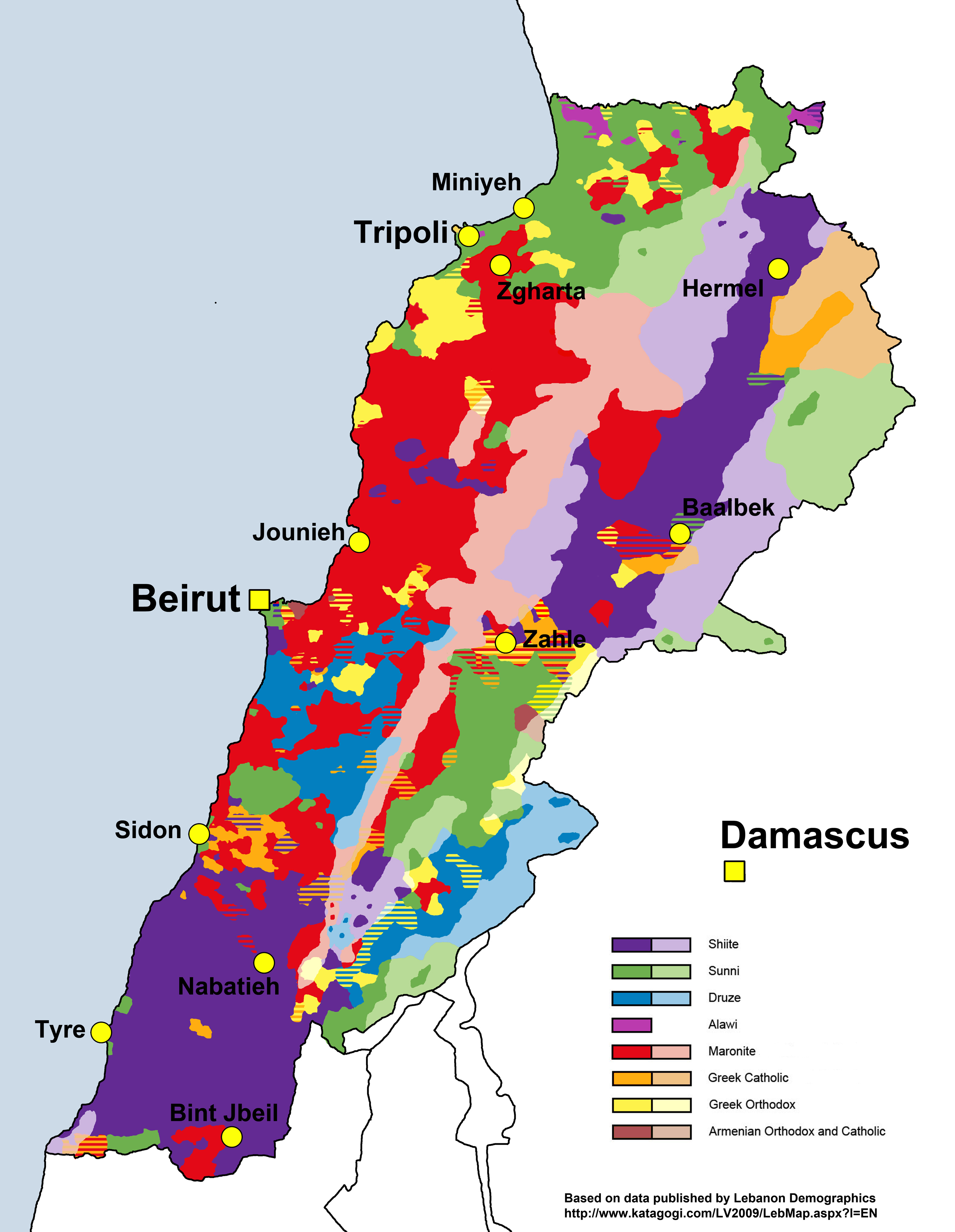
Distribution des groupes religieux au Liban

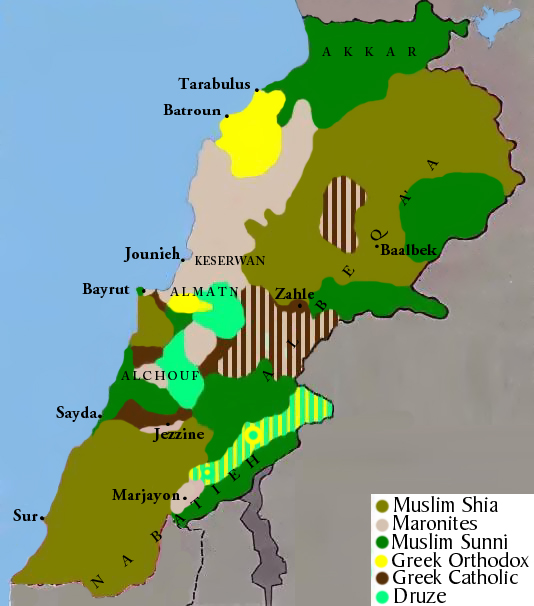
Une estimation de la répartition géographique des principaux groupes religieux du Liban

L'héritage culturel et linguistique du peuple libanais est un mélange à la fois d'éléments indigènes phéniciens et de cultures étrangères qui ont régné sur la terre et ses habitants au cours de milliers d'années. Dans une interview de 2013, le chercheur Pierre Zalloua a souligné que la variation génétique précédait la variation et les divisions religieuses: "Le Liban avait déjà des communautés bien différenciées avec leurs propres particularités génétiques, mais pas de différences significatives, et les religions sont apparues comme des couches de peinture sur le dessus. Il n'y a pas de modèle distinct qui montre qu'une communauté transporte beaucoup plus de phéniciens qu'une autre". 
L'Haplogroup J-M172 est également un marqueur significatif dans tout le Liban (~ 30%). Ce marqueur trouvé chez de nombreux habitants du Liban, quelle que soit leur religion, signale des descendants pré-arabes, y compris les Phéniciens/Araméens. Ces études génétiques nous montrent qu'il n'y a pas de différences significatives entre les musulmans et les non-musulmans du Liban. Des tests ADN généalogiques ont montré que 21,3% des musulmans libanais (non druzes ) appartiennent à l'haplogroupe J1 ADN, contre 17% pour les non-musulmans. Bien que l'Haplogroupe J1 trouve ses origines putatives dans la péninsule arabique, des études montrent qu'il est présent au Levant depuis l'époque des Cananéens et n'indique pas nécessairement une descendance arabe. Les autres haplogroupes présents parmi les chiites libanais comprennent le E-M96 (19%), le G-M201 (10%) et d'autres à des fréquences moins élevées. 
Hormis la génétique, la population du Liban pré-islamique était principalement phénicienne et commençait à parler l'araméen. Sous la domination byzantine, cette population araméenne était hellénisée et a adopté la langue grecque aux côtés de son araméen natal. Il est important de noter que la plupart des villages et des villes du Liban portent aujourd'hui des noms araméens, reflétant cet héritage oublié. Aux côtés des indigènes, de petites poches de Grecs, d'Arabes et d'autres du monde méditerranéen se sont installées et assimilées dans la population. Parmi ces Arabes pré-islamiques, Banu Amela a de l'importance pour les chiites libanais à propos de l'adoption et le développement du chiisme surtout la population du sud. Alors que l'expansion islamique atteignait le Liban, ces tribus arabes ont reçu le plus de pouvoir, ce qui a encouragé le reste de la population à adopter l'arabe comme langue principale.

### Sous la domination Mamelouke et Ottomane
La croissance de l'islam chiite au Liban s'est arrêtée vers la fin du XIIIe siècle, et par la suite, la taille des communautés chiites a diminué. Cette évolution remonte à 1291, lorsque les Mamelouks sunnites ont envoyé de nombreuses expéditions militaires pour maîtriser les chiites de Keserwan, une région montagneuse surplombant la zone côtière au nord de Beyrouth. Les deux premières expéditions mamelouk ont été vaincues par les chiites à Keserwan. Mais la troisième expédition, était extrêmement grand et a pu vaincre les chiites à Keserwan; beaucoup ont été brutalement massacrés, certains ont fui à travers les montagnes vers le nord de la Beqaa tandis que d'autres ont fui en se déplaçant à travers la plaine de la Beqaa, vers un nouveau refuge sûr à Jezzine. Keserwan a commencé à perdre son caractère chiite sous les Turkomans sunnites Assaf qui a été nommé comme suzerains de la région en 1306 par les Mamelouks. Le processus s'est intensifié vers 1545 lorsque les Maronites ont commencé à migrer vers Keserwan et Jbeil, encouragés par les Assafs, qui ont cherché à les utiliser comme contrepoids aux cheikhs chiites Himada qui ont  réapparu à Keserwan au XVIe siècle. Lorsqu'en 1605 l'émir druze Fakhreddine II a repris Keserwan, il  a confié à la famille Khazin Maronite et il les a choisi pour gestion. Les Khazins ont progressivement colonisé Keserwan, achetant des terres chiites et fondant des églises et des monastères. Ils ont émergé comme l'autorité prédominante dans la région aux dépens du clan chiite Hamedeh. À la fin du XVIIIe siècle, les Khazins possédaient Keserwan et seuls quelques villages chiites ont survécu. L'histoire orale nous dit que de nombreux chiites de Keserwan ont également adopté le christianisme après de lourdes persécutions et que de nombreux maronites de la région sont aujourd'hui leurs descendants. 
À l'époque de l'Empire ottoman, les chiites ont subi des persécutions religieuses et ont souvent été contraints de fuir leurs maisons à la recherche d'un refuge dans le Sud. En réponse à la croissance de l' islam chiite, l'Empire ottoman a mis les chiites à l'épée en Anatolie. Des centaines de milliers de chiites ont été massacrés dans l'empire ottoman, notamment les alévis en Turquie, les alaouites en Syrie et les chiites du Liban. Un exemple est la ville libanaise de Tripoli, qui avait autrefois une majorité musulmane chiite. De nombreux chiites libanais auraient caché leur secte religieuse et auraient agi en tant que musulmans sunnites de peur d'être persécutés. Les Ottomans et les Druzes étaient bien alliés et une famille druze a pris le pouvoir de Tripoli. Les maronites persécutés par les Ottomans et les Druzes ont cherché refuge parmi la population chiite récemment réinstallée dans le Sud. Jezzine, autrefois connue comme une capitale chiite au Liban, est maintenant connue comme une ville chrétienne majoritairement Maronite et Melkite dans le Sud. Les chiites se sont retirés plus au sud et ont finalement dû abandonner même Jezzine, qui jusqu'au milieu du XVIIIe siècle avait fonctionné comme un centre d'apprentissage chiite au Liban. Cependant, les récits traditionnels de la «persécution» chiite au Liban, qui sont largement basés sur des légendes familiales, sont sérieusement remis en question par la documentation ottomane disponible dans les archives de l'État à Istanbul ou les archives de la charia locale à Tripoli. Selon ces derniers, les principales familles chiites telles que les Hamadas de Tripoli, les Harfushes de la Beqaa ou les Ali al-Saghirs de Jabal 'Amil ont été cooptées dans le système de gouvernement ottoman, servant d'agriculteurs fiscaux (multezim) sur de vastes zones et jouir d'autres bureaux gouvernementaux (gouvernorats sancak-beylik, etc.) dans la région. 

### Relations avec les chiites iraniens
Pendant la majeure partie de la période ottomane, les chiites se sont largement maintenus comme «un État à part», Mais ils aient trouvé un terrain d'entente avec leurs compatriotes libanais, les Maronites; Cela peut être dû aux persécutions subies par les deux sectes. Ils ont maintenu le contact avec la dynastie safavide d'Iran, où ils ont aidé à établir l'islam chiite comme religion d'État pendant la conversion de l'Iran au chiisme. Étant donné que la plupart de la population a adopté l'islam sunnite et qu'une version éduquée de l'islam chiite était rare en Iran à l'époque, Ismaïl a importé un nouveau corps chiite ouléma des centres chiites traditionnels des pays arabophones, tels que Jabal Amil, Bahreïn et le sud de l'Irak afin de créer un clergé d'État. Ismaïl leur a offert des terres et de l'argent en échange de leur fidélité. Ces érudits ont enseigné la doctrine de Chiisme duodécimain et l'ont rendue accessible à la population et ont encouragé énergiquement la conversion à l'islam chiite,,,. Pour souligner la rareté de Chiisme Duodécimain en Iran, un chroniqueur nous dit qu'un seul texte chiite a pu être trouvé dans la capitale d'Ismaïl, Tabriz. On peut donc se demander si Ismaïl et ses partisans auraient pu réussir à forcer tout un peuple à adopter une nouvelle foi sans le soutien des érudits chiites arabes.

### Période du mandat français
Les chiites au Liban ont été les premiers à résister à l'occupation française. Après la création du mandat français, des rebelles armés dirigés par Adham Khanjar et Sadiq Hamzeh ont attaqué des positions françaises dans le sud du Liban, à Marjayoun. Adham Khanjar est connu pour sa participation à une tentative d'assassinat du haut-commissaire français Henri Gouraud en 1921 à la suite de laquelle Khanjar a été capturé puis exécuté.

## Sous-groupes

### Chiisme duodécimain
Le chiisme duodécimain (aussi connue sous nom de Matawélah, (arabe:متاولة)) au Liban fait référence à la communauté musulman chiite duodécimain avec une présence significative dans tout le Liban, y compris le Mont Liban (Keserwan, Jbeil), le Nord (Batroun), le Sud, la Beqaa, les zones côtières du district de Baabda et Beyrouth. Il existe également une importante population de chiites duodécimain à Aley, Matn, Chouf, Koura et Akkar. La juridiction de l' Empire ottoman n'était que nominale au Liban. Baalbek au XVIIIe siècle était vraiment sous le contrôle du Matawelah, qui se réfère également au chiisme duodécimain. Matavelah est un terme archaïque utilisé pour désigner spécifiquement les chiites duodécimain libanais de dans le passé.
Sept villages chiites (Matawelah) qui ont été réaffectés du Grand Liban français au Mandat britannique de Palestine dans un accord de redéfinition des frontières de 1924 ont été dépeuplés pendant la Guerre israélo-arabe de 1948-1949 et repeuplés avec des Juifs. Les sept villages sont Qadas, Nabi Yusha, Al-Malikiyya, Hunin, Tarbikha, Abil al-Qamh et Saliha.

### Alaouites
Il y a environ 40 000 ,, alaouites au Liban, où ils vivent depuis au moins le XVIe siècle. Ils sont reconnus comme l'une des 18 sectes libanaises officielles, et grâce aux efforts d'un dirigeant alaouite Ali Eid, L' Accord de Taëf de 1989 leur a donné deux sièges réservés au Parlement. Les Alaouites libanais vivent principalement dans le quartier Jabal Mohsen de Tripoli et dans 10 villages de la district de l'Akkar ,, et sont principalement représentés par le Parti démocratique arabe. Conflit Bab el-Tabbaneh–Baal Mohsendes affrontements entre alaouites pro-syriens et sunnites anti-syriens hantent Tripoli depuis des décennies.

## Répartition géographique au Liban
Les musulmans chiites libanais sont concentrés dans le sud de Beyrouth et sa banlieue sud, les régions nord et ouest de la vallée de la Beqaa, ainsi que dans le sud du Liban.

### Démographie
Le dernier recensement au Liban en 1932 a établi le nombre de chiites à 20% de la population (200 000 sur 791 700). Une étude réalisée par la Central Intelligence Agency (CIA) en 1985 a établi le nombre de chiites à 22% de la population (919 000 sur 2 228 000). 
Selon une étude de 2012 de la CIA, les musulmans chiites constituaient environ 24% de la population libanaise.
En 2017, le CIA World Factbook a déclaré que les musulmans chiites constituaient 25,4% de la population du Liban.
Selon d'autres sources, les musulmans chiites libanais sont devenus la plus grande communauté religieuse au Liban, constituant environ 40% de la population totale,.

## Gens notables

### Personnes
- Al-Hurr al-Aamili (1624-1693)
- Cheikh Bahaï (1547-1621)
- Moussa Sader
- Hassan Nasrallah

### Familles
Ce sont des familles musulmanes chiites libanaises notables:
- Hamadé - Seigneurs féodaux (Cheikhs / شيوخ) et famille politique[39],[40]
- Harfoush - Seigneurs féodaux (Emir / أمير) et famille politique[41]
- Osseiran - Famille politique
- El Assaad (en) - Seigneurs féodaux de la région du Jabal Amel et famille politique
- Fadel - Propriétaires féodaux
- Khalil (en) - Propriétaires féodaux
- Sabbah - Propriétaires féodaux
- Yahfoufi - Descendant des Hamadé d'Alep